# Guerra dos Dez Dias
A Guerra dos Dez Dias (em esloveno:  desetdnevna vojna), ou a Guerra da Independência da Eslovênia (slovenska osamosvojitvena vojna), foi um breve conflito armado que se seguiu à declaração de independência da Eslovênia da Iugoslávia em 25 de junho de 1991. Foi travado entre a Defesa Territorial Eslovena juntamente com a Polícia Eslovena e o Exército Popular Iugoslavo (ou JNA). Durou de 27 de junho de 1991 até 7 de julho de 1991, quando os Acordos de Brioni foram assinados.
Foi a segunda guerra iugoslava a começar em 1991, após a Guerra da Independência da Croácia, e de longe o mais curto dos conflitos com o menor número de vítimas em geral. A guerra foi breve porque o Exército Popular Jugoslavo (JNA, dominado pelos servo-montenegrinos, embora ainda composto por todas as nacionalidades da Iugoslávia) não quis desperdiçar recursos nesta campanha. A Eslovênia foi considerada "etnicamente homogênea" e, portanto, não tinha interesse para os militares iugoslavos. Os militares estavam preocupados com os combates na Croácia, onde a maioria servo-montenegrina na Iugoslávia tinha maiores interesses territoriais. No documentário da BBC The Death of Yugoslavia, Slobodan Milošević disse: "Eu era contra o uso do exército iugoslavo na Eslovênia." Borisav Jović disse: "Com a Eslovênia fora do caminho, poderíamos ditar os termos aos croatas".

## Contexto
Após a morte do presidente iugoslavo Josip Broz Tito em 1980, surgiram tensões políticas, étnicas, religiosas e económicas subjacentes na Iugoslávia. Em 1989, Slobodan Milošević, Presidente do Comitê Central da Liga dos Comunistas da Sérvia desde 1986, tornou-se presidente da Sérvia, a maior e mais populosa das seis repúblicas iugoslavas. À medida que Milošević avançava para consolidar o poder através da centralização do Estado, os governos das outras repúblicas procuravam afrouxar o controlo central do poder, devolvendo o máximo de poder constitucional possível a cada uma das repúblicas e províncias autónomas. Uma série de divergências entre os delegados persistiu até que quatro das seis repúblicas tomaram a decisão de conquistar a independência da Iugoslávia. Apoiada pela Alemanha e pelo Vaticano, a Eslovênia estava entre as repúblicas que almejavam a independência.
A primeira acção em defesa da independência da Eslovénia, que uniu tanto a oposição como o establishment comunista democratizado na Eslovénia, foi, no entanto, levada a cabo pelas forças policiais eslovenas, numa acção denominada Ação Norte em 1989. Em Abril de 1990, a Eslovénia realizou as suas primeiras eleições multipartidárias democráticas, vencidas pela Coligação DEMOS.

### Preparativos para a guerra

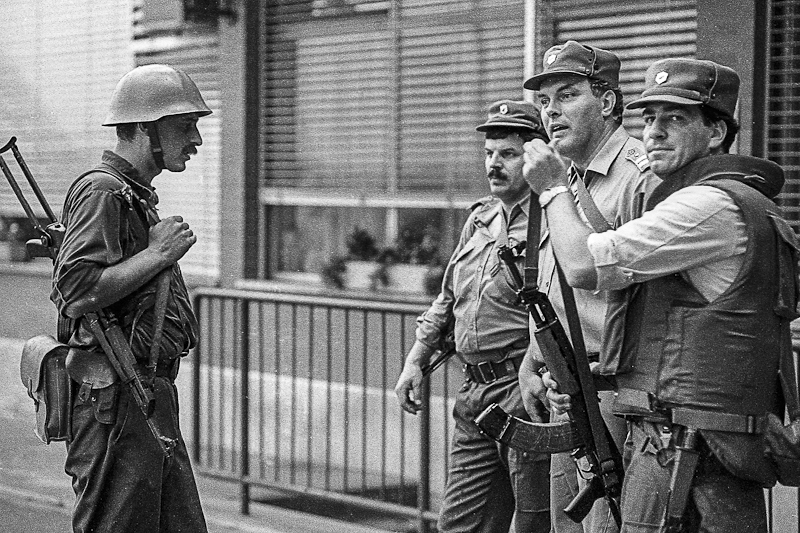
Um soldado do Exército Popular Iugoslavo pede a três milicianos eslovenos que se retirem de Vrtojba, uma passagem de fronteira entre a Iugoslávia e a Itália. Atualmente Vrtojba está em território esloveno.

Em 23 de dezembro de 1990, a Eslovênia realizou um referendo, que foi aprovado com 88,5% do eleitorado geral apoiando a independência (94,8% dos votos expressos), com uma participação de 93,3%. O governo esloveno estava bem ciente de que o governo federal de Belgrado poderia tentar usar a força militar para reprimir o movimento da Eslovénia no sentido da independência. Imediatamente após as eleições na Eslovénia, o Exército Popular Iugoslavo anunciou uma nova doutrina de defesa que seria aplicada em todo o país. A doutrina da era Tito de "Defesa Geral do Povo", na qual cada república mantinha uma Defesa Territorial (TO), deveria ser substituída por um sistema de defesa dirigido centralmente. As repúblicas perderiam o seu papel em questões de defesa e os seus OT seriam desarmados e subordinados ao quartel-general do JNA em Belgrado.

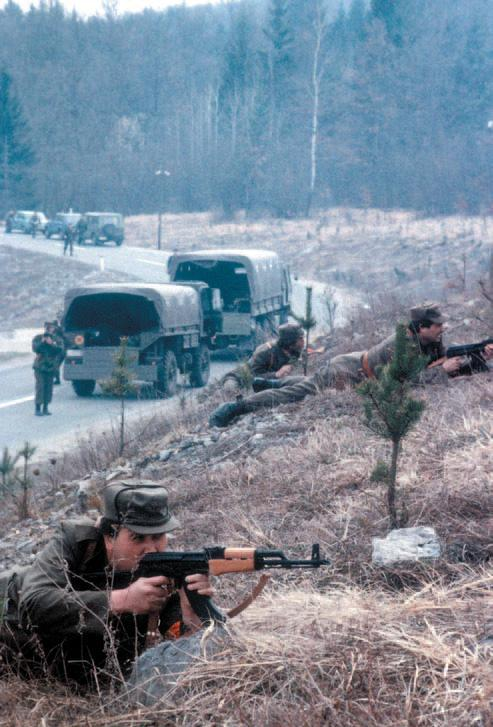
Exercícios militares de Defesa Territorial Eslovena realizados em março de 1991

O governo esloveno resistiu a estas medidas e conseguiu garantir que a maior parte do equipamento de defesa territorial esloveno fosse mantido fora do alcance do JNA. Declarou também numa alteração constitucional aprovada em 28 de Setembro de 1990 que o seu TO ficaria sob o comando exclusivo do governo esloveno. Ao mesmo tempo, o governo esloveno criou uma estrutura de comando alternativa secreta, conhecida como Estruturas de Manobra de Proteção Nacional (Manevrska struktura narodne zaščite, ou MSNZ). Esta era uma instituição existente mas antiquada, exclusiva da Eslovénia, que se destinava a permitir à república formar uma estrutura de defesa ad hoc, semelhante a uma Guarda Nacional. Tinha uma importância insignificante antes de 1990, com armas antiquadas e poucos membros. Contudo, o governo liderado pelo DEMOS percebeu que o MSNZ poderia ser adaptado para fornecer uma organização paralela ao TO que ficaria inteiramente nas mãos do governo esloveno.
Quando o JNA tentou assumir o controlo da Defesa Territorial Eslovena, a estrutura de comando do TO foi simplesmente substituída pela do MSNZ paralelo. Entre Maio e Outubro de 1990, cerca de 21 000 membros da Defesa Territorial Eslovena e da polícia foram secretamente mobilizados para a estrutura de comando do MSNZ, da qual o governo federal desconhecia totalmente. O governo esloveno também realizou um planejamento detalhado de uma campanha militar contra o JNA, que resultou na produção de um plano operacional e tático em novembro de 1990 - mais de sete meses antes do conflito realmente começar.
Os eslovenos estavam cientes de que não seriam capazes de dissuadir as forças do JNA por um longo período de tempo. Sob o ministro da Defesa, Janez Janša, adoptaram uma estratégia baseada numa abordagem de guerra assimétrica. As unidades TO realizariam uma campanha de guerrilha, usando armas antitanque e mísseis antiaéreos para emboscar as unidades do JNA. As colunas de tanques poderiam ficar presas ao destruir os veículos dianteiros e traseiros em terreno favorável – por exemplo, numa estrada estreita de montanha onde o espaço de manobra era limitado – permitindo que o resto fosse abordado mais facilmente. Em preparação para isso, o governo esloveno comprou secretamente sistemas de mísseis leves a fornecedores estrangeiros, nomeadamente o míssil antiaéreo SA-7 Grail (Strela) e o sistema antitanque Armbrust, de concepção alemã. As táticas de bater e fugir e retardar deveriam ser preferidas e os confrontos frontais deveriam ser evitados, uma vez que em tais situações o poder de fogo superior do JNA teria sido muito difícil de superar.

## Conflito
A Eslovênia e a Croácia aprovaram os seus atos de independência em 25 de junho de 1991. Este “avanço” na data da independência foi um elemento crítico do plano esloveno para obter uma vantagem antecipada no conflito esperado. O governo esloveno esperava plenamente que os militares jugoslavos respondessem com força no dia da declaração de independência ou pouco depois. Ao adiantarem secretamente a data em 24 horas, os eslovenos enganaram o governo iugoslavo, que tinha fixado o dia 26 de Junho como a data para a sua mudança.
Embora o exército jugoslavo se opusesse veementemente à independência da Eslovénia, estava dividido sobre o que fazer. O Chefe do Estado-Maior do JNA, Coronel-General Blagoje Adžić, defendeu uma operação militar em grande escala para remover o governo esloveno e levar "forças saudáveis" ao poder na república. O seu superior político, o Ministro da Defesa Jugoslavo, General do Exército Veljko Kadijević, insistiu numa abordagem mais cautelosa – essencialmente uma demonstração de força que convenceria o governo esloveno a recuar na sua declaração de independência. Depois de algum debate, Kadijević conseguiu o que queria.
Não está claro até que ponto os membros civis do governo jugoslavo estiveram envolvidos na decisão de recorrer à força na Eslovénia. Ante Marković, o presidente do Conselho Executivo Federal (equivalente ao primeiro-ministro), teria dito que o governo federal não havia sido informado das ações do Exército.

### 26 de junho de 1991
Na manhã de 26 de junho, unidades do 13º Corpo do Exército Popular Iugoslavo deixaram seus quartéis em Rijeka, Croácia, para avançar em direção à fronteira da Eslovênia com a Itália. A medida provocou imediatamente uma forte reacção dos eslovenos locais, que organizaram barricadas espontâneas e manifestações contra as acções do JNA. Ainda não tinha havido combates e ambos os lados pareciam ter uma política não oficial de não serem os primeiros a abrir fogo.
Por esta altura, o governo esloveno já tinha posto em acção o seu plano para assumir o controlo dos postos fronteiriços da república e do aeroporto internacional de Brnik. O pessoal que ocupava os postos fronteiriços era, na maioria dos casos, já esloveno, pelo que a tomada do poder pela Eslovénia consistiu, na maior parte, simplesmente na mudança de uniformes e insígnias, sem qualquer combate. Isto foi empreendido, nas palavras de Janez Janša, para “estabelecer a nossa soberania no triângulo chave, fronteira-alfândega-controlo aéreo”. Também teve efeitos práticos importantes. As passagens de fronteira eram uma importante fonte de receita. Além disso, ao assumirem o controlo das fronteiras, os eslovenos conseguiram estabelecer posições defensivas contra um esperado ataque do JNA. Isso significava que o JNA teria que disparar o primeiro tiro. Foi disparado no dia 27 de junho às 14h30 em Divača por um oficial do JNA.

### 27 de junho de 1991

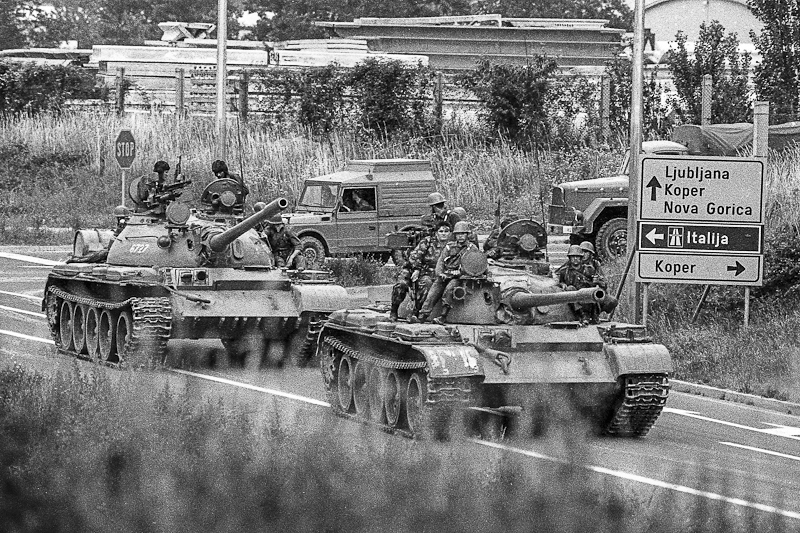
26 de junho; chegada da coluna de tanques JNA na passagem de fronteira de Vrtojba

Outros movimentos de tropas do JNA ocorreram nas primeiras horas de 27 de junho. Uma unidade do 306º Regimento Antiaéreo do JNA, baseado em Karlovac, Croácia, cruzou a fronteira com a Eslovênia em Metlika. Poucas horas depois, uma coluna de tanques e veículos blindados da 1ª Brigada Blindada do JNA deixou seu quartel em Vrhnika, perto da capital eslovena, Liubliana, em direção ao aeroporto de Brnik. Eles chegaram algumas horas depois e assumiram o controle das instalações. Como o JNA era o exército federal, as suas forças eram habitualmente destacadas em vários locais das repúblicas federais, incluindo a Eslovénia. A leste, as unidades do JNA deixaram Maribor em direção à passagem de fronteira próxima em Šentilj e à cidade fronteiriça de Dravograd, mais a oeste. As aeronaves da Força Aérea Iugoslava lançaram panfletos sobre várias partes da Eslovênia com as mensagens "Convidamos você à paz e à cooperação!" e “Toda resistência será esmagada”.
Nas primeiras horas de 27 de Junho, a liderança eslovena foi informada dos movimentos do JNA. A liderança militar do Quinto Distrito Militar, que incluía a Eslovénia, manteve contacto telefónico com o presidente esloveno Milan Kučan, dizendo-lhe que a missão das tropas se limitava a assumir o controlo das passagens de fronteira e do aeroporto. Uma reunião da presidência eslovena foi convocada às pressas, na qual Kučan e o resto dos membros decidiram pela resistência armada.

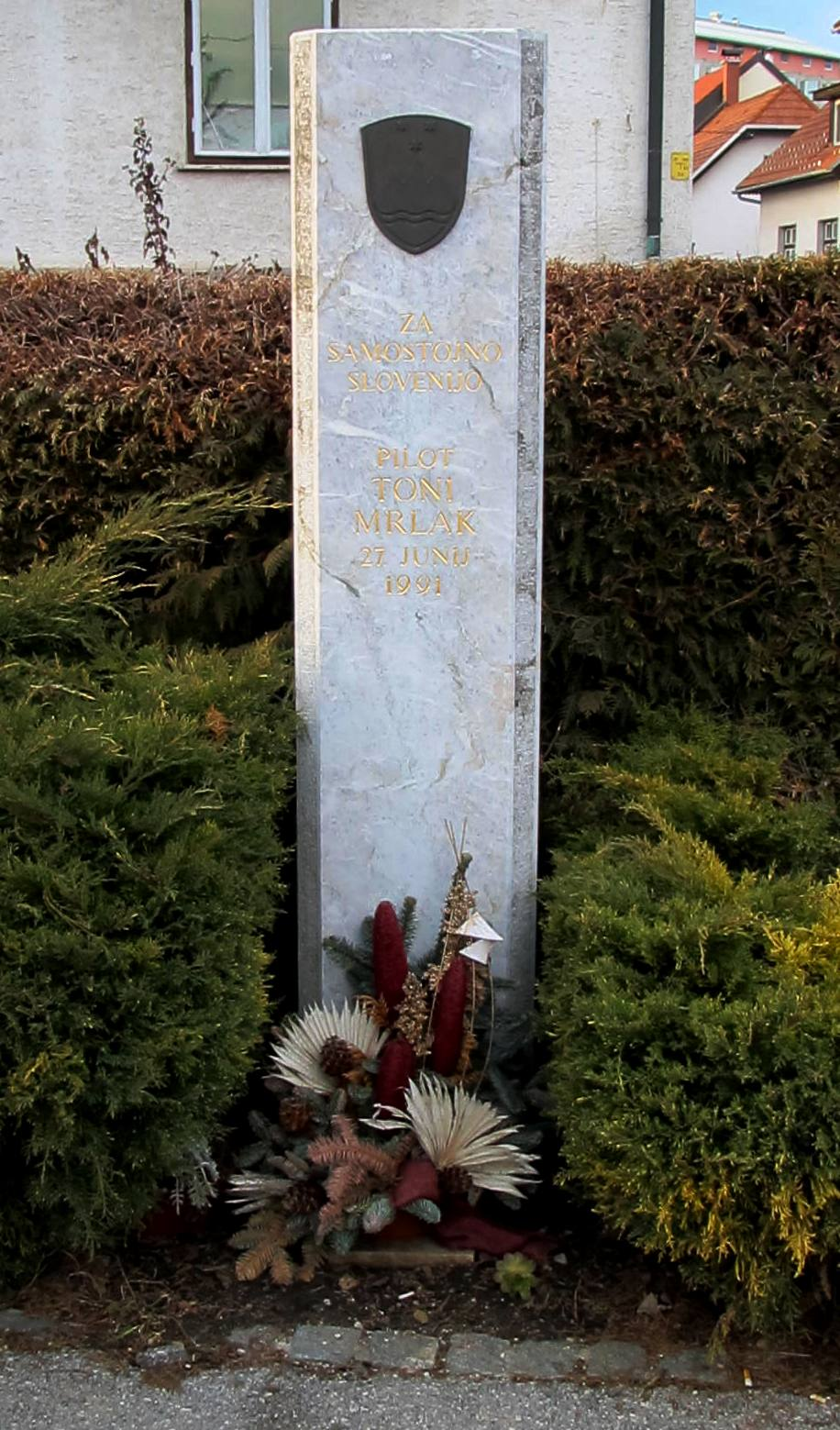
Um memorial ao piloto de helicóptero esloveno Toni Mrlak em Liubliana

O governo esloveno recebeu avisos de que o JNA utilizaria helicópteros para transportar tropas das forças especiais para locais estratégicos. Emitiu um aviso ao 5º Distrito de Comando Militar do JNA em Zagreb de que, se os helicópteros continuassem a ser usados, seriam abatidos. O aviso foi desconsiderado pela liderança do JNA, que ainda acreditava que os eslovenos recuariam em vez de lutar. Este foi, no entanto, um erro de cálculo desastroso. Na tarde de 27 de junho, a TO (Defesa Territorial Eslovena) eslovena abateu dois helicópteros JNA com mísseis SA-7, um deles um Gazelle sobre Rožna Dolina, Ljubljana, matando os ocupantes, um dos quais, Toni Mrlak, era um piloto esloveno, pois as forças do JNA eram compostas por cidadãos de todas as repúblicas. Mais tarde, foi descoberto que a Gazela que Mrlak voava estava desarmada e carregava apenas pão para os soldados iugoslavos.
A Defesa Territorial Eslovena também assumiu posições em torno dos quartéis do JNA em vários locais, sitiando-os efectivamente, e lançou uma série de ataques às forças do JNA em toda a Eslovénia. Em Brnik, uma unidade TO eslovena atacou as tropas do JNA que controlavam o aeroporto, e em Trzin ocorreu um tiroteio no qual quatro soldados do JNA e um soldado TO esloveno (Edvard Peperko) foram mortos e o restante da unidade do JNA foi forçado a se render. Os ataques também foram lançados por unidades TO eslovenas contra colunas de tanques do JNA em Pesnica, Ormož e Koseze, perto de Ilirska Bistrica. Uma coluna de tanques da 32ª Brigada Mecanizada do JNA, avançando de Varaždin, na Croácia, foi bloqueada em Ormož, perto da fronteira com a Eslovênia, e não conseguiu romper uma barricada eslovena.
Apesar da confusão e dos combates, o JNA cumpriu com sucesso grande parte da sua missão militar. À meia-noite de 27 de Junho, tinha capturado todas as passagens ao longo da fronteira italiana, todas, exceto três, na fronteira austríaca e vários dos novos pontos de passagem estabelecidos ao longo da fronteira da Eslovênia com a Croácia. No entanto, muitas das suas unidades ainda estavam presas em posições vulneráveis em toda a Eslovênia.

### 28 de junho de 1991

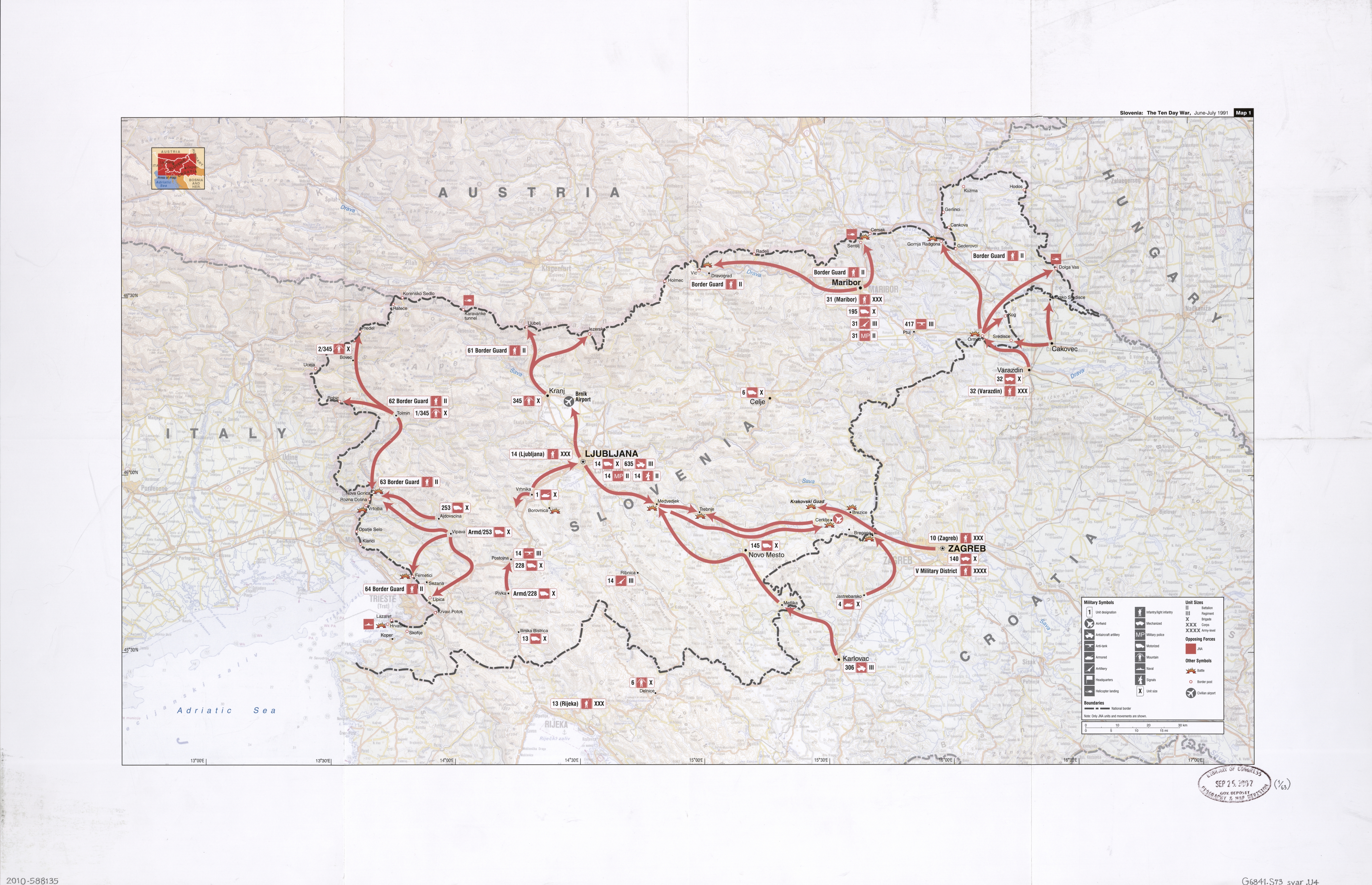
Movimentos iugoslavos na Eslovênia durante a Guerra dos Dez Dias

Durante a noite de 27 para 28 de junho, as unidades TO eslovenas receberam ordens de empreender uma ofensiva geral contra o JNA. O Ministério da Defesa esloveno ordenou:
Em todos os locais onde as forças armadas da RS (República da Eslovênia) (Defesa Territorial Eslovena) tenham vantagem táctica, serão realizadas acções ofensivas contra unidades e instalações inimigas. O inimigo será convocado à rendição, sendo dado o prazo mais curto possível para a rendição e tomadas medidas utilizando todas as armas disponíveis. Durante a ação, serão tomadas todas as providências necessárias para evacuar e proteger os civis.
Combates adicionais ocorreram ao longo do dia. A coluna de tanques do JNA que tinha sido atacada em Pesnica no dia anterior foi bloqueada por barricadas improvisadas de camiões eslovenos em Štrihovec, a poucos quilómetros da fronteira com a Áustria, onde foi novamente atacada por pessoal esloveno do TO e pela polícia eslovena. A Força Aérea Iugoslava montou dois ataques aéreos em apoio às forças JNA em Strihovec, matando quatro motoristas de caminhão. Em Medvedjek, no centro da Eslovênia, outra coluna de tanques do JNA foi atacada numa barricada de camiões, onde ataques aéreos mataram seis camionistas.
Combates intensos eclodiram em Nova Gorica, na fronteira com a Itália, onde as Forças Especiais Eslovenas dispararam dois foguetes antitanque Armbrust e dispararam 700 tiros com armas de infantaria. As tropas eslovenas destruíram dois tanques JNA T-55 e capturaram mais três, além de um veículo de engenharia militar BTS-1. Três soldados do JNA foram mortos e 16 feridos, entre eles o comandante da coluna blindada, e 98 se renderam. Vários feridos foram internados no hospital de Gorizia depois de cruzarem a fronteira italiana. Algumas fontes afirmam que esta foi a batalha decisiva da guerra.
A passagem de fronteira em Holmec foi capturada pelas forças TO eslovenas. Dois soldados eslovenos e três soldados do JNA foram mortos e 91 soldados do JNA capturados. Os quartéis do JNA na Mansão Bukovje em Bukovje, perto de Dravograd, foram atacados por unidades TO eslovenas e um depósito de armas do JNA em Borovnica caiu nas mãos do TO esloveno, melhorando significativamente o fornecimento de armas aos eslovenos. A Força Aérea Iugoslava realizou ataques em vários locais do país, principalmente no Aeroporto de Brnik, onde dois jornalistas da Áustria e da Alemanha (Nikolas Vogel e Norbert Werner) foram mortos e quatro aviões da Adria Airways foram seriamente danificados. A Força Aérea Iugoslava também atacou o quartel-general militar esloveno do TO em Kočevska Reka e realizou surtidas contra transmissores de rádio e televisão em Krim, Kum, Pico Trdina e Nanos, na tentativa de silenciar as transmissões do governo esloveno.
No final do dia, o JNA ainda mantinha muitas das suas posições, mas estava a perder terreno rapidamente. O JNA estava a começar a ter problemas com deserções – muitos membros eslovenos do JNA abandonaram as suas unidades ou simplesmente mudaram de lado – e tanto as tropas no terreno como a liderança em Belgrado pareciam ter pouca ideia do que fazer a seguir.

### 29 de junho de 1991
A eclosão da guerra galvanizou os esforços diplomáticos da Comunidade Europeia para encontrar um fim para a crise. Três ministros dos Negócios Estrangeiros da CE reuniram-se com representantes dos governos esloveno e jugoslavo em Zagreb durante a noite de 28 para 29 de Junho e chegaram a acordo sobre um plano de cessar-fogo, mas este não foi posto em prática. Pela manhã, os eslovenos alcançaram vários sucessos militares significativos. As tropas do JNA no aeroporto de Liubliana, perto de Brnik, renderam-se às forças eslovenas do TO, que cercaram as instalações durante a noite.
No norte, vários tanques JNA foram capturados perto de Strihovec e posteriormente reorganizados em uma empresa de tanques TO. As forças especiais do JNA tentaram um desembarque marítimo em Hrvatini, mas foram emboscadas e repelidas pelos eslovenos, sofrendo dois mortos e três feridos. As passagens de fronteira controladas pelo JNA em Vrtojba e Šentilj também caíram nas mãos do TO esloveno, que apreendeu as armas e tanques das tropas federais, proporcionando um impulso muito necessário ao seu arsenal.
O JNA emitiu um ultimato à Eslovénia, exigindo a cessação imediata das hostilidades até às 09h00 do dia 30 de junho. Em resposta, a Assembleia da Eslovénia adoptou uma resolução apelando a uma solução pacífica para a crise que não colocasse em risco a independência da Eslovénia, e rejeitou o ultimato do JNA.

### 30 de junho de 1991
As escaramuças continuaram em vários lugares durante o dia. As forças separatistas tomaram o estratégico Túnel Karawanks sob os Alpes na fronteira com a Áustria e capturaram nove tanques do JNA perto de Nova Gorica, na fronteira com a Itália. Toda a guarnição do JNA em Dravograd – 16 oficiais e 400 homens, mais equipamento – rendeu-se, e as guarnições de Tolmin e Bovec também caíram nas mãos dos eslovenos. As armas capturadas das guarnições foram rapidamente reemitidas às forças eslovenas.

### 1 de julho de 1991

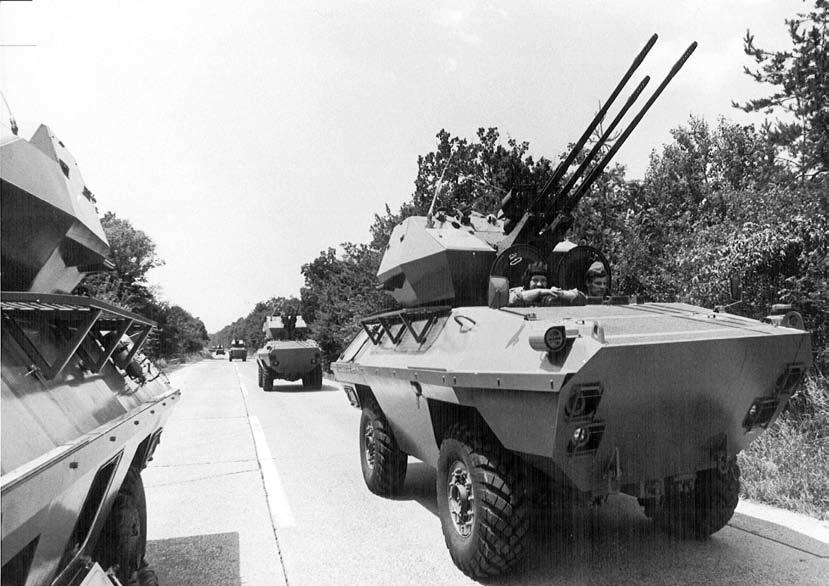
Uma coluna de veículos blindados JNA BOV na floresta de Krakovo

Mais escaramuças ocorreram, com as forças TO eslovenas assumindo uma instalação do JNA em Nova Vas, ao sul de Liubliana. O depósito de munições do JNA em Črni Vrh pegou fogo e foi destruído em uma grande explosão, danificando grande parte da cidade. No entanto, os eslovenos capturaram com sucesso depósitos em Pečovnik, Bukovžlak e Zaloška Gorica, tomando posse de cerca de 70 caminhões de munições e explosivos.
A coluna do 306º Regimento de Artilharia de Defesa Aérea Leve do JNA recuou de sua posição exposta em Medvedjek e dirigiu-se para a Floresta de Krakovo (Krakovski gozd) perto da fronteira croata. Foi bloqueado perto da cidade de Krško e foi cercado pelas forças eslovenas, mas recusou-se a render-se, provavelmente esperando a ajuda de uma coluna de socorro.
Entretanto, a liderança do JNA pediu permissão para alterar o ritmo das suas operações. O Ministro da Defesa, Veljko Kadijević, informou o gabinete jugoslavo que o primeiro plano do JNA – uma operação limitada para garantir a segurança das passagens fronteiriças da Eslovénia – tinha falhado e que era altura de pôr em funcionamento o plano de apoio de uma invasão em grande escala e da imposição de um regime militar na Eslovénia. No entanto, a presidência colectiva – chefiada na altura pelo sérvio Borisav Jović – recusou-se a autorizar tal operação. O Chefe do Estado-Maior do JNA, General Blagoje Adžić, ficou furioso e denunciou publicamente "os órgãos federais [que] continuamente nos dificultaram, exigindo negociações enquanto eles [os eslovenos] nos atacavam com todos os meios".

### 2 de julho de 1991
Os combates mais pesados da guerra até agora ocorreram em 2 de julho. O transmissor de rádio Domžale foi atacado às 10h37 UTC (11h37 horário local) e fortemente danificado por dois aviões JNA MiG-21. Durante o resto do dia houve uma série de contratempos importantes para o JNA. O comboio do JNA na Floresta de Krakovo foi atacado continuamente por unidades TO, forçando-o a se render. Unidades da Quarta Brigada Blindada do JNA tentaram avançar de Jastrebarsko, na Croácia, mas foram rechaçadas perto da cidade fronteiriça de Bregana. O TO esloveno organizou ataques bem-sucedidos nas passagens de fronteira em Šentilj, Gornja Radgona, Fernetiči e Gorjansko, ultrapassando-as e fazendo prisioneiros vários soldados do JNA. Um confronto prolongado entre as forças do JNA e do TO esloveno ocorreu durante a tarde e a noite em Dravograd, e uma série de instalações do JNA em todo o país caíram nas mãos das forças eslovenas.
Às 21h00, a Presidência eslovena anunciou um cessar-fogo unilateral. No entanto, isto foi rejeitado pela liderança do JNA, que prometeu “assumir o controlo” e esmagar a resistência eslovena.

### 3 de julho de 1991
Um grande comboio blindado do JNA partiu de Belgrado na manhã de 3 de julho, aparentemente com destino à Eslovênia. Nunca chegou; segundo o relato oficial, isso se deveu a avarias mecânicas.
Os combates continuaram na Eslovénia, com uma força de socorro do JNA que se dirigia para a passagem fronteiriça de Gornja Radgona a ser detida perto de Radenci. As forças do JNA na passagem da fronteira de Kog também foram atacadas por unidades TO. À noite, o JNA concordou com um cessar-fogo e uma retirada para o quartel. Num incidente separado não muito longe de Radenci, na aldeia de Hrastje-Mota, um helicóptero Jugoslavo Mi-8 desenvolveu problemas mecânicos e foi forçado a aterrar. O helicóptero foi apreendido pelos militares eslovenos, mas foi considerado inadequado para a recém-nascida força aérea e devolvido a Belgrado em 13 de agosto.

### 4–6 de julho de 1991
Com um cessar-fogo em vigor, os dois lados se separaram. As forças eslovenas assumiram o controlo de todas as passagens fronteiriças do país e as unidades do JNA foram autorizadas a retirar-se pacificamente para os quartéis e a atravessar a fronteira para a Croácia.

### 7 de julho de 1991 e depois

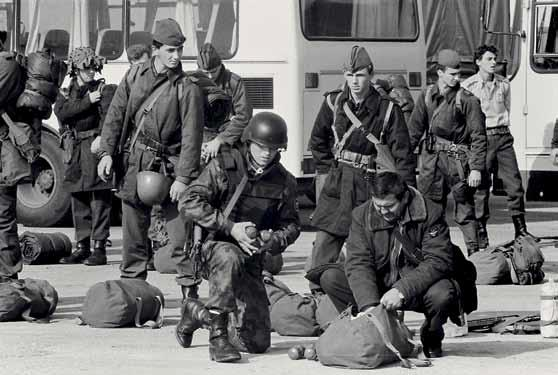
Membro militar esloveno (frente à esquerda) supervisionando o pessoal do JNA antes da partida

A Guerra dos Dez Dias foi formalmente encerrada com o Acordo de Brioni, assinado nas Ilhas Croatas Brijuni. A independência da Eslovênia e da Croácia foi acordada. As condições eram claramente favoráveis à Eslovénia; foi acordado que a Eslovénia e a Croácia adiariam a sua independência por três meses - o que em termos práticos teve pouco impacto real - e a polícia e as forças armadas eslovenas (Defesa Territorial Eslovena) foram reconhecidas como soberanas no seu território.

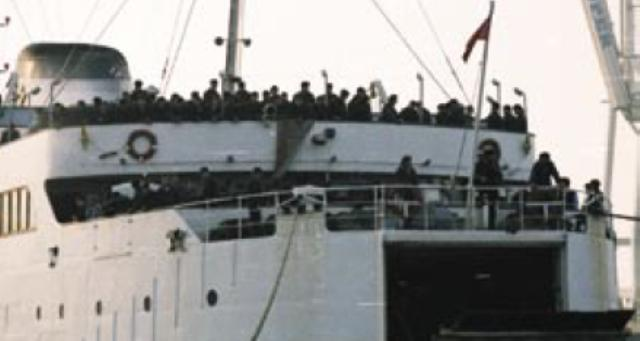
As últimas tropas do JNA deixando solo esloveno por mar

Foi acordado que todas as unidades militares jugoslavas deixariam a Eslovénia, com o governo jugoslavo a estabelecer o prazo até ao final de Outubro para concluir o processo. O governo esloveno insistiu que a retirada deveria prosseguir nos seus termos; o JNA não foi autorizado a levar grande parte do seu armamento e equipamento pesado, que mais tarde foi implantado localmente ou vendido a outras repúblicas jugoslavas. A retirada começou cerca de dez dias depois e foi concluída em 26 de outubro.

## Vítimas
Devido à curta duração e baixa intensidade da guerra, as baixas não foram elevadas. Segundo estimativas eslovenas, o JNA sofreu 44 mortos e 146 feridos, enquanto os eslovenos tiveram 19 mortos e 182 feridos. Doze cidadãos estrangeiros foram mortos no conflito, principalmente jornalistas e camionistas búlgaros que se perderam na linha de fogo. 4.692 soldados do JNA e 252 policiais federais foram capturados pelo lado esloveno. De acordo com avaliações pós-guerra feitas pelo JNA, as suas perdas materiais ascenderam a 31 tanques, 22 veículos blindados de transporte de pessoal, 6 helicópteros, 6.787 armas de infantaria, 87 peças de artilharia e 124 armas de defesa aérea danificadas, destruídas ou confiscadas. Os danos materiais não foram pesados, devido à natureza dispersa e de curto prazo dos combates.

## Bombardeio no aeroporto de Liubliana
Nos estágios iniciais da Guerra dos Dez Dias, as autoridades iugoslavas bombardearam o aeroporto. Dois jornalistas austríacos foram mortos e vários aviões comerciais foram danificados no processo.

## Incidente de Holmec
A estação fronteiriça de Holmec foi o local de um alegado crime de guerra perpetrado pelas forças TO eslovenas em 28 de Junho, e filmado pela estação de radiodifusão pública austríaca ORF. Imagens de vídeo mostram um pequeno grupo de soldados do JNA em pé ou caminhando lentamente com as mãos levantadas, segurando um lençol branco em uma aparente tentativa de rendição. Momentos depois, ouvem-se tiros e os soldados caem ou saltam no chão. Nem a origem do tiroteio nem o seu efeito exato são claramente visíveis no segmento de vídeo. As autoridades eslovenas afirmam que os soldados do JNA procuraram abrigo e não foram atingidos, e que o assunto foi exaustivamente investigado há anos. No entanto, o incidente suscitou um debate público renovado depois de as imagens terem sido exibidas na estação de televisão sérvia B92 em 2006, com muitos a afirmar que os soldados foram baleados e mortos pelas tropas eslovenas do TO e que a Eslovénia está a tentar encobrir o caso.
O destino dos soldados do JNA identificados nas imagens é contestado. Um relatório afirma que os soldados ainda estão vivos, 15 anos após o conflito. Outros relatórios identificam três jovens soldados como vítimas (Zoran Ješić, Goran Maletić e Antonio Šimunović) e afirmam que foram mortos no incidente de Holmec.

## Aspectos estratégicos
As acções das forças eslovenas foram em grande parte ditadas pela estratégia militar concebida alguns meses antes e foram estreitamente integradas num plano de gestão dos meios de comunicação social igualmente detalhado. Um centro de comunicação social internacional foi estabelecido antes da eclosão do conflito com Jelko Kacin designado para actuar como ministro da Informação e rosto público da Eslovénia para o mundo. O governo e a mídia eslovenos apresentaram com sucesso o conflito ao público da Europa Ocidental como um caso de luta "Davi contra Golias" entre uma democracia emergente e um estado comunista autoritário, e as colunas de tanques iugoslavos trouxeram à mente os acontecimentos dos protestos na Praça Tiananmen de 1989, dois anos antes. Isto conquistou considerável simpatia internacional e cobertura mediática favorável para a causa da Eslovénia independente.
Os eslovenos tinham a vantagem de um moral superior, em comparação com os seus adversários no exército jugoslavo. Muitos dos soldados iugoslavos não perceberam que estavam participando de uma operação militar real, em vez de um exercício, até serem atacados. Eles enviaram apenas 2.000 recrutas inexperientes, que se dividiram em grupos menores. Foi um erro tático. O corpo de oficiais era dominado por sérvios e montenegrinos e, em muitos casos, ideologicamente comprometido com a unidade iugoslava. As tropas comuns, entretanto, eram recrutas, muitos dos quais não tinham forte motivação para lutar contra os eslovenos. Dos soldados do 5º Distrito Militar, que atuava na Eslovênia, em 1990 30% eram albaneses, 20% croatas, 15 a 20% sérvios e montenegrinos, 10% bósnios, e 8% eslovenos.
Os eslovenos também sabiam que o governo sérvio de Slobodan Milošević não estava particularmente preocupado com a independência da Eslovénia, dada a falta de qualquer minoria sérvia significativa no país. Em 30 de Junho, o Ministro da Defesa, General Kadijević, sugeriu à presidência federal jugoslava um ataque massivo à Eslovénia para quebrar a resistência inesperadamente pesada. Mas o representante sérvio, Borisav Jović, chocou o establishment militar ao declarar que a Sérvia não apoiava novas ações militares contra a Eslovénia. A Sérvia estava neste momento mais preocupada com a situação na Croácia; mesmo antes do fim da guerra, as tropas do JNA já estavam se reposicionando para a guerra iminente na Croácia.

Segundo o jornalista Hermann Tertsch, que cobriu em primeira mão aquela guerra:
O fraco destacamento militar do exército federal teve apenas duas razões, a cosmética externa, para afirmar que Belgrado defendia as suas fronteiras internacionais. E a recolha de bens a partir das suas bases na Eslovénia, especialmente nas fronteiras com a Áustria e a Itália. No dia 25 foi proclamada a independência desta república etnicamente homogénea, sem minoria religiosa ou qualquer legado sérvio. No dia 7 de julho, depois de ter recolhido propriedades e documentos no quartel, o exército jugoslavo, na realidade já pan-sérvio, deixou uma Eslovénia à qual Milosevic e os seus generais não se importavam."

## Consequências da guerra
Para a Eslovênia, a guerra marcou a defesa decisiva da sua independência em relação à Jugoslávia. Foi oficialmente reconhecido por todos os estados membros da Comunidade Europeia em 15 de janeiro de 1992 e aderiu às Nações Unidas em 22 de maio.
A guerra levou a uma série de grandes mudanças no lado iugoslavo. O JNA acabou perdendo quase todo o seu pessoal esloveno e croata, tornando-se uma força quase inteiramente sérvia e montenegrina. O seu fraco desempenho na Eslovénia e mais tarde na Croácia desacreditou a sua liderança - Kadijević demitiu-se do cargo de ministro da Defesa em Janeiro de 1992 e Adžić foi forçado a reformar-se por motivos médicos pouco depois.
Os governos esloveno e croata foram instados pela Comissão Europeia a congelar a sua declaração de independência por um período de três meses, na esperança de aliviar a tensão, com o que a Eslovénia e a Croácia concordaram. A Eslovénia aproveitou o período para consolidar as suas instituições, realizar algumas das reformas económicas mais urgentes e preparar-se para o reconhecimento internacional do país.